# نیروی هوایی کویت
نیروی هوایی کویت (انگلیسی: Kuwait Air Force) بازوی هوایی نیروهای مسلح کویت است، که ستاد فرماندهی آن در فرودگاه بین‌المللی کویت قرار دارد و سایر نیروهای آن در دو پایگاه هوایی علی السالم و پایگاه هوایی احمد ال‌جابر مستقر می‌باشند. نیروی هوایی کویت فعالیت خود را از سال ۱۹۵۳ آغاز کرد و هم‌اکنون دارای ۸۷ فروند هواپیمای جنگنده می‌باشد.